# 奈迈什凯赖斯图尔
奈迈什凯赖斯图尔，是匈牙利沃什州所辖的一个村，总面积12.17平方公里，总人口262，人口密度21.5人/平方公里（2010年1月1日）。